# 佐竹義知 (山入佐竹氏)
佐竹 義知（さたけ よしとも、生年不詳 - 文明10年（1478年））は、室町時代後期の武将。常陸国に勢力を持つ佐竹氏の一門。

## 生涯
佐竹祐義の長男。父・祐義の後継として山入氏を継いだ。山入氏は常陸守護佐竹氏の一族であるが、応永年間に祖父の与義が宗家の義人と対立し、以来50年近く抗争を続けていた。
宗家当主の義治（義人の孫）は、自派に近しい一族の者を要所に配置し、衰退の色を見せていた佐竹宗家の建て直しを図るとともに、山入氏の牽制に乗り出した。これに危機感を募らせた義知は文明10年（1478年）に軍勢を率いて宗家拠点の久米城を攻め、城主の久米義武（義治の弟とされるが異説もある）を討ち取った。しかしその直後から岩城氏の支援を受けた義治の反撃に晒され、義知は敗れて戦死した。
山入氏は弟の義真、次いでその子の義藤が継いだ。

## 参考資料
- 冨山章一『奥七郡から出発: 茨城・常陸佐竹氏の軌跡』学研プラス、2017年4月28日。ASIN B071RL7KLT。ISBN 978-4292001273。